# 六波羅探題
六波羅探題（日语：／ Rokuhara tandai）是日本歷史上鎌倉幕府的一個官職。

## 簡介
承久三年（1221年）的承久之乱後，執權北條義時廢除京都守護一職，於京都六波羅（六原）六波羅蜜寺的南北各設一個管理京都政務的機關「六波羅」，兼署監察朝廷公家。此官職原本只稱為「六波羅」，鎌倉時代末期才開始加上佛教式「探題」的雅號，變成「六波羅探題」。
由於鎌倉位於日本關東，而當時的京師在關西，所以六波羅探題相當於鎌倉幕府在西日本的代表，位高權重，因此歷來皆由掌握幕府實權的北條家指派族中才俊出任。
六波羅探題分置「北方」、「南方」兩員，其中以北方為尊（稱為「執權探題」）。「南方」轉任「北方」升遷後，有「南方」從缺的時期。

## 歷任六波羅探題
| 1. 北條泰時（得宗家）1221年－1224年→執權 2. 北條時氏（得宗家）1224年－1230年 3. 北條重時（極樂寺流）1230年－1247年 4. 北條長時（極樂寺流赤橋氏）1247年－1256年→評定眾→執權 5. 北條時茂（極樂寺流常盤氏）1256年－1270年 6. 北條義宗（極樂寺流赤橋氏）1271年－1276年 7. 北條時村（政村流）1277年－1287年 8. 北條兼時（得宗家）1287年－1293年，自南方轉任 9. 北條久時（極樂寺流赤橋氏）1293年－1297年 10. 北條宗方（得宗家義時流）1297年－1300年 11. 北條基時（極樂寺流）1301年－1303年 12. 北條時範（極樂寺流常盤氏）1303年－1307年 13. 北條貞顯（金澤流）1311年－1314年→連署→執權 14. 北條時敦（政村流）1315年－1320年，自南方轉任 15. 北條範貞（極樂寺流常盤氏）1321年－1330年 16. 北條仲時（極樂寺流）1330年－1333年，1333年滅亡 | 1. 北條時房（時房流）1221年－1225年 2. 北條時盛（佐介流）1224年－1242年 3. 北條時輔（得宗家）1264年－1272年 4. 北條時國（佐介流）1277年－1284年 5. 北條兼時（得宗家）1284年－1287年，轉任北方 6. 北條盛房（佐介流）1288年－1297年 7. 北條宗宣（大佛流）1297年－1302年→評定眾→連署→執權 8. 北條貞顯（金澤流）1302年－1308年，1311年起轉任北方 9. 北條貞房（大佛流）1308年－1309年 10. 北條時敦（政村流）1311年－1315年，轉任北方 11. 北條維貞（大佛流）1315年－1324年→評定眾→連署 12. 北條貞將（金澤流）1324年－1330年 13. 北條時益（政村流）1330年－1333年，1333年滅亡 |